# Predsednik Poljske
Predsednik Poljske (poljsko: Prezydent Rzeczypospolitej Polskiej) je vodja Republike Poljske. Njegove pravice in dolžnosti so zavedene v poljski ustavi. Vodi izvršilno vejo oblasti, zastopa državo v mednarodnem okolju in ima pravico razpustiti parlament ter vložiti veto na zakonodajo.

## Predsedniška poslopja
- Predsedniška palača je največja palača v Varšavi in uradni sedež predsednika Republike Poljske od leta 1993. Prvi predsednik, ki jo je zasedal, je bil Lech Wałęsa, ki se je leta 1994 iz Belwederja preselil v palačo.
- Belweder v Varšavi je bil uradni sedež predsednika do leta 1993, trenutno pa je v lasti predsednikovega urada kot uradna rezidenca predsednika in ga predsednik ter vlada uporabljata v svečane namene. Palača služi tudi kot uradna rezidenca za voditelje držav na uradnih obiskih na Poljskem in druge pomembne goste.
- Predsedniški grad v Visli, zgrajen za Habsburžane kot njihovo lovsko kočo, je predsednik Ignacy Mościcki uporabljal kot rekreacijsko rezidenco. Od leta 2002 je spet last predsednika, ki ga je leta 2005 obnovil in odprl predsednik Aleksander Kwaśniewski. Danes je rekreacijski in konferenčni center za predsednika ter hotel.
- Rezidenca predsednika Republike Poljske v Łucieńu.
- Dvorec predsednika Republike Poljske v Ciechocineku.
- Predsedniška rezidenca "Jurata-Hel" v Helu

- Palača Belweder
- Pisarna predsednika

## Seznam predsednikov Poljske *
(1944-47 in 1952-1989 predsedniki Državnega sveta LR Poljske)
| #  | Portret | Ime                               | Mandat                                                      | Mandat                            | Politična stranka                                                   |
| #  | Portret | Ime                               | Začetek                                                     | Konec                             | Politična stranka                                                   |
| -- | ------- | --------------------------------- | ----------------------------------------------------------- | --------------------------------- | ------------------------------------------------------------------- |
|    |         | Józef Piłsudski                   | 1918                                                        | 1922                              | državni poglavar/šef države-neodvisen                               |
|    |         | Gabriel Narutowicz                | 1922                                                        | 1922 (umorjen)                    | prvi predsednik Poljske-neodvisen                                   |
|    |         | Stanisław Wojciechowski           | 1922                                                        | 1926                              | Poljska ljudska stranka "Piast"; ostavljen v drž. udaru Piłsudskega |
|    |         | Ignacy Mościcki                   | 1926                                                        | 1939                              | odšel v Romunijo                                                    |
|    |         | okupacija                         |                                                             |                                   |                                                                     |
|    |         | Bolesław Bierut                   | (31.12.1944-1947 predsednik poljske ljudske skupščine) 1947 | 1952                              | komunist/PZPR                                                       |
|    |         | Aleksander Zawadzki               | 1952                                                        | 1964                              | PZPR                                                                |
|    |         | Edward Ochab                      | 1964                                                        | 1968                              | PZPR                                                                |
|    |         | Marian Spychalski                 | 1968                                                        | december 1970                     | PZPR                                                                |
|    |         | Józef Cyrankiewicz                | december 1970                                               | 1972                              | PZPR                                                                |
|    |         | Henryk Jabloński                  | 1972                                                        | 1985                              | PZPR                                                                |
| 1. |         | Wojciech Jaruzelski (1923–2014)   | (1985-89 predsednik Državnega sveta) 19. julij 1989         | 22. december 1990                 | Polska Zjednoczona Partia Robotnicza (do 30. januarja 1990)         |
| 2. |         | Lech Wałęsa (1943)                | 22. december 1990                                           | 22. december 1995                 | Komitet Obywatelski "Solidarność                                    |
| 3. |         | Aleksander Kwaśniewski (1954)     | 23. december 1995                                           | 23. december 2005                 | SLD                                                                 |
| 4. |         | Lech Kaczyński (1949–2010)        | 23. december 2005                                           | 10. april 2010 (umrl na položaju) | Prawo i Sprawiedliwość                                              |
| –  |         | Bronisław Komorowski (1952) v. d. | 10. april 2010                                              | 8. julij 2010                     | Platforma Obywatelska                                               |
| –  |         | Bogdan Borusewicz (1949) v. d.    | 8. julij 2010                                               | 8. julij 2010                     | Platforma Obywatelska                                               |
| –  |         | Grzegorz Schetyna (1963) v. d.    | 8. julij 2010                                               | 6. avgust 2010                    | Platforma Obywatelska                                               |
| 5. |         | Bronisław Komorowski (1952)       | 6. avgust 2010                                              | 6. avgust 2015                    | Platforma Obywatelska                                               |
| 6. |         | Andrzej Duda (1972)               | 6. avgust 2015                                              | 6. avgust 2025                    | Prawo i Sprawiedliwość                                              |
| 7. |         | Karol Nawrocki (1983)             | 6. avgust 2025                                              |                                   |                                                                     |